# Proissans
Proissans est une commune française située dans le département de la Dordogne, en région Nouvelle-Aquitaine.

## Géographie

### Généralités
Dans le quart sud-est du département de la Dordogne, en Périgord noir, la commune de Proissans est arrosée par l'Énéa. C'est une commune rurale qui fait partie de l'aire d'attraction de Sarlat-la-Canéda, zonage d’étude défini par l'Insee, qui a remplacé en 2020 l'aire urbaine de Sarlat-la-Canéda dont elle faisait partie.
Sur un coteau entre l'Énéa et son sous-affluent le ruisseau de la Massoulie et à l'écart des routes principales, le petit bourg de Proissans se situe, en distances orthodromiques, cinq kilomètres et demi au nord-nord-est du centre-ville de Sarlat-la-Canéda et seize kilomètres au sud-sud-est de celui de Montignac-Lascaux. 
Principale voie d'accès à la commune, la route départementale (RD) 704 sert de limite territoriale au nord-est.
La commune est également desservie par la RD 56.
À l'ouest, le sentier de grande randonnée GR 6 marque la limite communale sur plus de 500 mètres face à Sarlat-la-Canéda.

### Communes limitrophes
Proissans est limitrophe de quatre autres communes.
| Marcillac-Saint-Quentin |           | Saint-Crépin-et-Carlucet |
|                         | Proissans |                          |
| Sarlat-la-Canéda        |           | Sainte-Nathalène         |

### Géologie et relief

#### Géologie
Situé sur la plaque nord du Bassin aquitain et bordé à son extrémité nord-est par une frange du Massif central, le département de la Dordogne présente une grande diversité géologique. Les terrains sont disposés en profondeur en strates régulières, témoins d'une sédimentation sur cette ancienne plate-forme marine. Le département peut ainsi être découpé sur le plan géologique en quatre gradins différenciés selon leur âge géologique. Proissans est située dans le troisième gradin à partir du nord-est, un plateau formé de calcaires hétérogènes du Crétacé.
Les couches affleurantes sur le territoire communal sont constituées de formations superficielles du Quaternaire datant du Cénozoïque et de roches sédimentaires du Mésozoïque. La formation la plus ancienne, notée c2a, date du Turonien inférieur, composée de calcaire crayeux blanchâtre en plaquettes ou noduleux. La formation la plus récente, notée Fy3-z, fait partie des formations superficielles de type alluvions subactuelles à actuelles. Le descriptif de ces couches est détaillé dans  la feuille « no 808 - Sarlat-la-Canéda » de la carte géologique au 1/50 000 de la France métropolitaine, et sa notice associée.

Carte géologique de Proissans.

#### Relief et paysages
Le département de la Dordogne se présente comme un vaste plateau incliné du nord-est (491 m, à la forêt de Vieillecour dans le Nontronnais, à Saint-Pierre-de-Frugie) au sud-ouest (2 m à Lamothe-Montravel). L'altitude du territoire communal varie quant à elle entre 118 mètres et 314 mètres,.
Dans le cadre de la Convention européenne du paysage entrée en vigueur en France le 1er juillet 2006, renforcée par la loi du 8 août 2016 pour la reconquête de la biodiversité, de la nature et des paysages, un atlas des paysages de la Dordogne a été élaboré sous maîtrise d’ouvrage de l’État et publié en octobre 2020. Les paysages du département s'organisent en huit unités paysagères,. La commune fait partie du Périgord noir, un paysage vallonné et forestier, qui ne s’ouvre que ponctuellement autour de vallées-couloirs et d’une multitude de clairières de toutes tailles. Il s'étend du nord de la Vézère au sud de la Dordogne (en amont de Lalinde) et est riche d’un patrimoine exceptionnel.
La superficie cadastrale de la commune publiée par l'Insee, qui sert de référence dans toutes les statistiques, est de 17,56 km2,,. La superficie géographique, issue de la BD Topo, composante du Référentiel à grande échelle produit par l'IGN, est quant à elle de 18,19 km2.

### Hydrographie

#### Réseau hydrographique
La commune est située dans le bassin de la Dordogne au sein du Bassin Adour-Garonne. Elle est drainée par le ruisseau d'Enéa, le ruisseau de Massoulie, le ruisseau de Langlade et par divers petits cours d'eau, qui constituent un réseau hydrographique de 12 km de longueur totale,.
L'Énéa, d'une longueur totale de 16,01 km, prend sa source dans le nord-est de la commune et se jette dans la Dordogne en rive droite à Carsac-Aillac, face à la commune de Domme,. Il traverse la commune en direction du sud-est sur quatre kilomètres et demi, lui servant de limite naturelle sur un kilomètre, face à Sainte-Nathalène.
Affluent de rive gauche de l'Énéa, le ruisseau de Langlade arrose le territoire communal à l'est sur 900 mètres, face à Sainte-Nathalène.
Affluent de rive droite du ruisseau de Langlade, le ruisseau de Massoulie baigne l'est de la commune sur trois kilomètres.

Réseaux hydrographique et routier de Proissans.
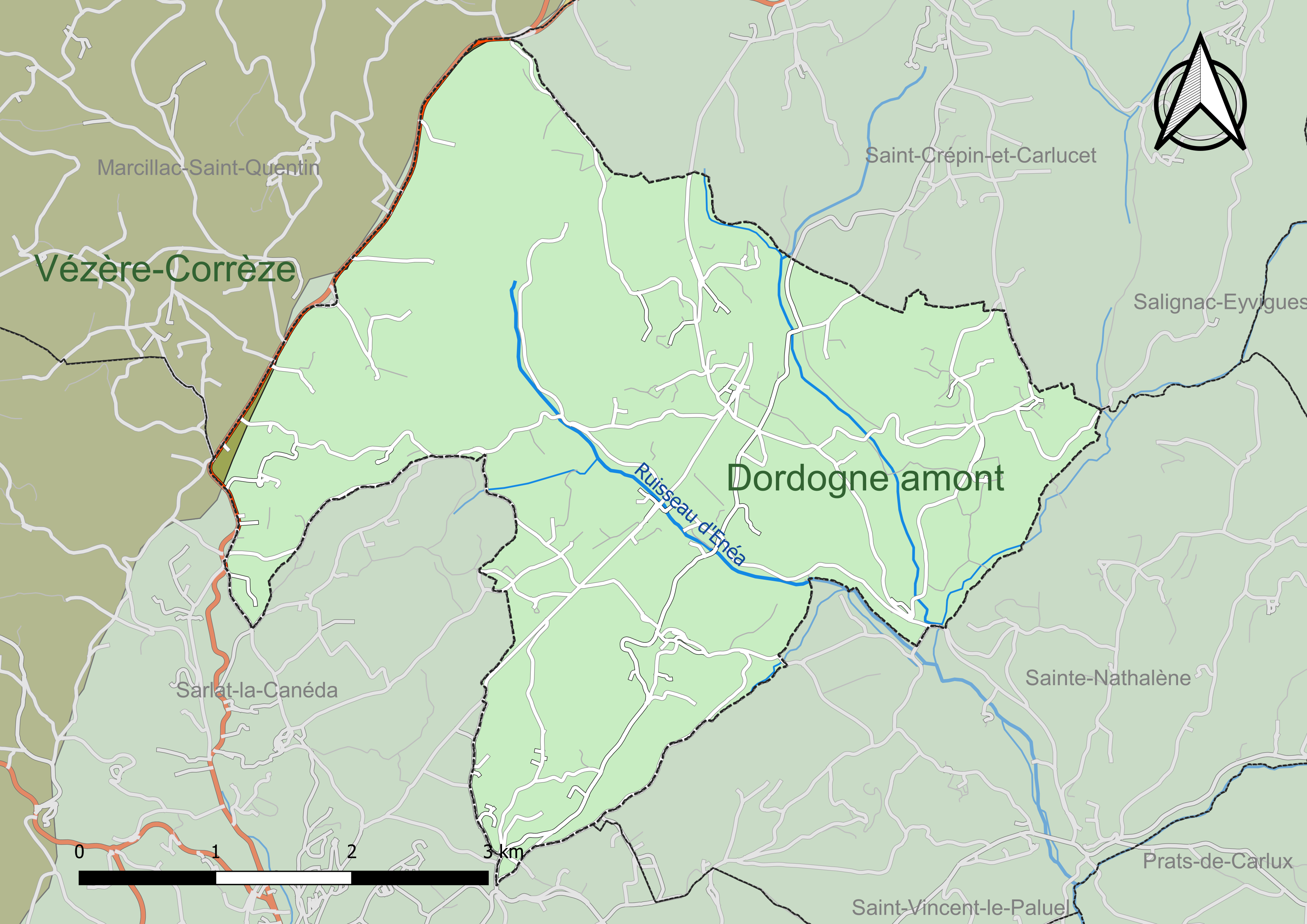
Carte des schémas d'aménagement et de gestion des eaux (SAGE) couvrant le territoire communal de Proissans.

#### Gestion et qualité des eaux
Le territoire communal est couvert par les schémas d'aménagement et de gestion des eaux (SAGE) « Dordogne amont » et « Vézère-Corrèze ». Le SAGE « Dordogne amont », dont le territoire s'étend des sources de la Dordogne jusqu'à la confluence de la Vézère à Limeuil, d'une superficie de 9 700 km2 est en cours d'élaboration. La structure porteuse de l'élaboration et de la mise en œuvre est l'établissement public territorial de bassin de la Dordogne (EPIDOR). Le SAGE « Vézère-Corrèze », dont le territoire regroupe les bassins versants de la Vézère et de la Corrèze, d'une superficie de 3 730 km2 est en cours d'élaboration. La structure porteuse de l'élaboration et de la mise en œuvre est le conseil départemental de la Corrèze. Ils définissent chacun sur leur territoire les objectifs généraux d’utilisation, de mise en valeur et de protection quantitative et qualitative des ressources en eau superficielle et souterraine, en respect des objectifs de qualité définis dans le troisième SDAGE  du Bassin Adour-Garonne qui couvre la période 2022-2027, approuvé le 10 mars 2022.
La quasi-totalité du territoire communal correspond au bassin versant de l'Énéa et dépend du SAGE Dordogne amont. Seule une infime partie à l'ouest, limitrophe de Marcillac-Saint-Quentin est rattachée au SAGE Vézère-Corrèze.
La qualité des eaux de baignade et des cours d’eau peut être consultée sur un site dédié géré par les agences de l’eau et l’Agence française pour la biodiversité.

### Climat
Pour des articles plus généraux, voir Climat de la Nouvelle-Aquitaine et Climat de la Dordogne.
Historiquement, la commune est exposée à un climat océanique aquitain.  
En 2020, Météo-France publie une typologie des climats de la France métropolitaine dans laquelle la commune est exposée à un climat océanique altéré et est dans la région climatique  Ouest et nord-ouest du Massif Central, caractérisée par une pluviométrie annuelle de 900 à 1 500 mm, maximale en automne et en hiver.
Pour la période 1971-2000, la température annuelle moyenne est de 12,6 °C, avec  une amplitude thermique annuelle de 15,3 °C. Le cumul annuel moyen de précipitations est de 938 mm, avec 11,5 jours de précipitations en janvier et 6,8 jours en juillet. Pour la période 1991-2020, la température moyenne annuelle observée sur la station météorologique la plus proche, située sur la commune de Salignac-Eyvigues à 7 km à vol d'oiseau, est de 13,0 °C et le cumul annuel moyen de précipitations est de 907,1 mm,. Pour l'avenir, les paramètres climatiques de la commune estimés pour 2050 selon différents scénarios d’émission de gaz à effet de serre sont consultables sur un site dédié publié par Météo-France en novembre 2022.

## Urbanisme

### Typologie
Au 1er janvier 2024, Proissans est catégorisée commune rurale à habitat dispersé, selon la nouvelle grille communale de densité à 7 niveaux définie par l'Insee en 2022.
Elle est située hors unité urbaine. Par ailleurs la commune fait partie de l'aire d'attraction de Sarlat-la-Canéda, dont elle est une commune de la couronne,. Cette aire, qui regroupe 45 communes, est catégorisée dans les aires de moins de 50 000 habitants,.

### Occupation des sols
L'occupation des sols de la commune, telle qu'elle ressort de la base de données européenne d’occupation biophysique des sols Corine Land Cover (CLC), est marquée par l'importance des forêts et milieux semi-naturels (54,7 % en 2018), en augmentation par rapport à 1990 (53,2 %). La répartition détaillée en 2018 est la suivante : 
forêts (54,7 %), zones agricoles hétérogènes (20,1 %), terres arables (16,7 %), prairies (8 %), zones urbanisées (0,5 %). L'évolution de l’occupation des sols de la commune et de ses infrastructures peut être observée sur les différentes représentations cartographiques du territoire : la carte de Cassini (XVIIIe siècle), la carte d'état-major (1820-1866) et les cartes ou photos aériennes de l'IGN pour la période actuelle (1950 à aujourd'hui).

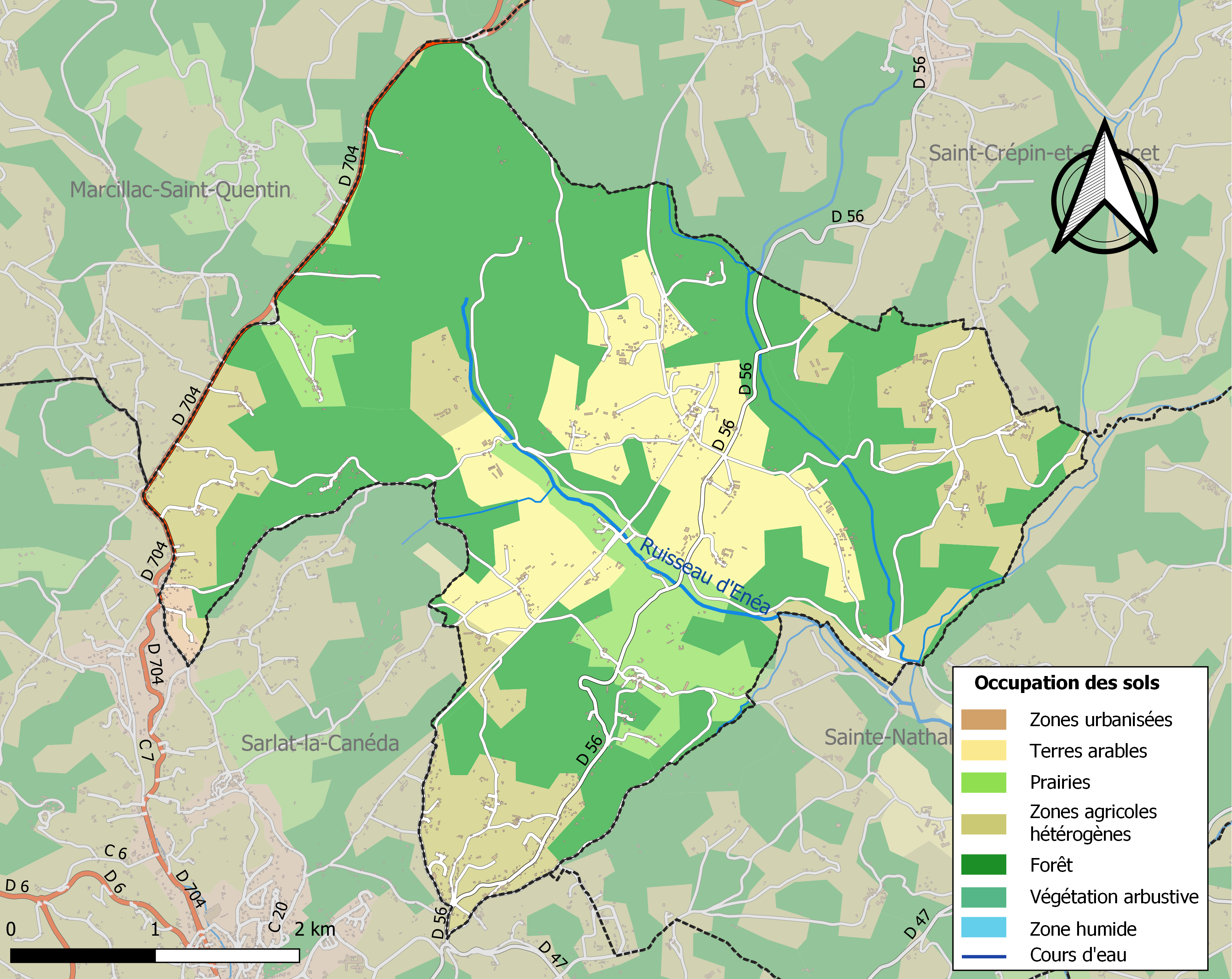
Carte des infrastructures et de l'occupation des sols de la commune en 2018 (CLC).

### Prévention des risques
Le territoire de la commune de Proissans est vulnérable à différents aléas naturels : météorologiques (tempête, orage, neige, grand froid, canicule ou sécheresse), feux de forêts et séisme (sismicité très faible). Un site publié par le BRGM permet d'évaluer simplement et rapidement les risques d'un bien localisé soit par son adresse soit par le numéro de sa parcelle.
Proissans est exposée au risque de feu de forêt. L’arrêté préfectoral du 14 mars 2013 fixe les conditions de pratique des incinérations et de brûlage dans un objectif de réduire le risque de départs d’incendie. À ce titre, des périodes sont déterminées : interdiction totale du 15 février au 15 mai et du 15 juin au 15 octobre, utilisation réglementée du 16 mai au 14 juin et du 16 octobre au 14 février. En septembre 2020, un plan inter-départemental de protection des forêts contre les incendies (PidPFCI) a été adopté pour la période 2019-2029,.

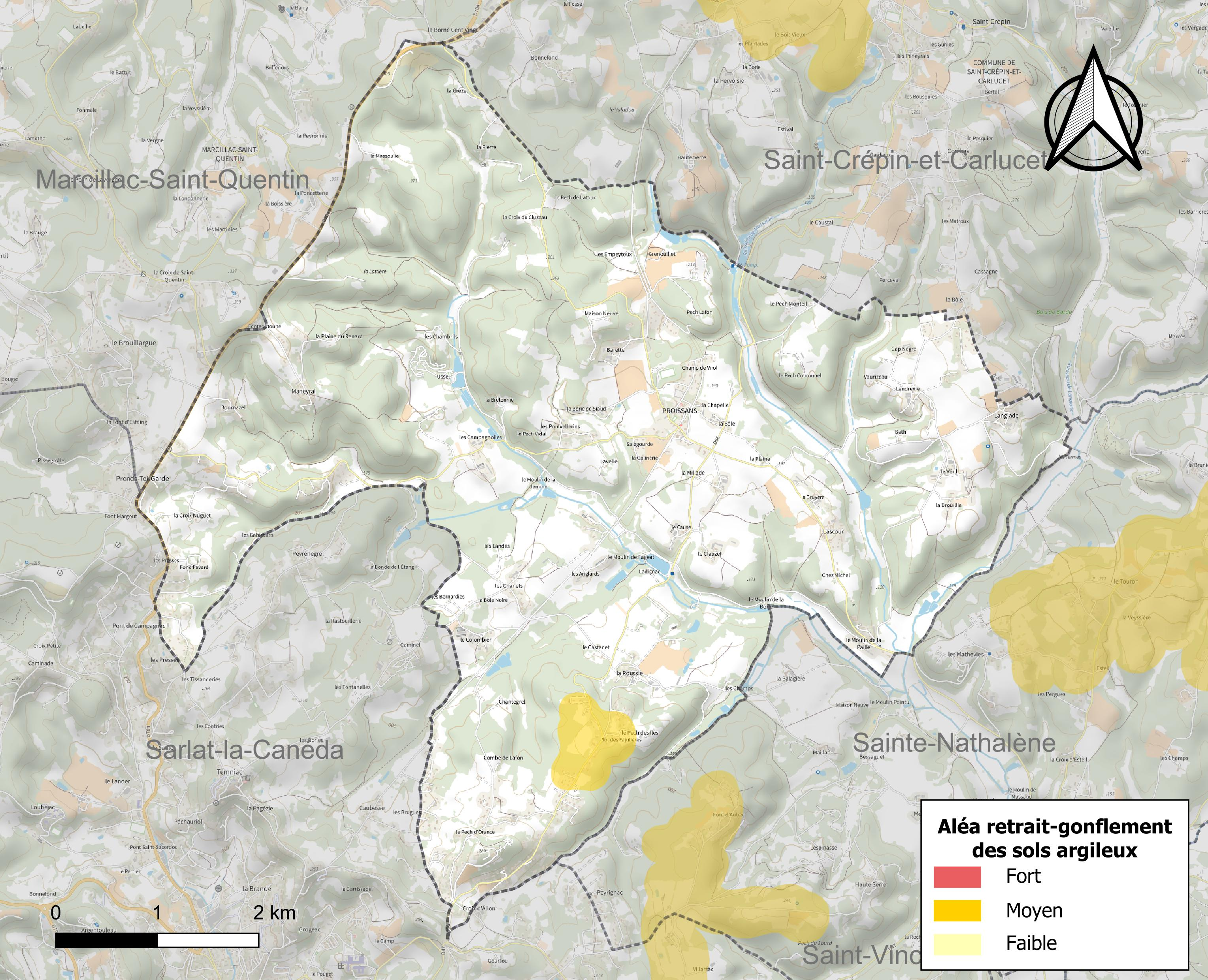
Carte des zones d'aléa retrait-gonflement des sols argileux de Proissans.

Le retrait-gonflement des sols argileux est susceptible d'engendrer des dommages importants aux bâtiments en cas d’alternance de périodes de sécheresse et de pluie. 1,6 % de la superficie communale est en aléa moyen ou fort (58,6 % au niveau départemental et 48,5 % au niveau national métropolitain). Depuis le 1er octobre 2020, en application de la loi ÉLAN, différentes contraintes s'imposent aux vendeurs, maîtres d'ouvrages ou constructeurs de biens situés dans une zone classée en aléa moyen ou fort,.
La commune a été reconnue en état de catastrophe naturelle au titre des dommages causés par les inondations et coulées de boue survenues en 1982, 1992, 1999, 2000, 2001, 2007 et 2021, par la sécheresse en 1989 et 2005 et par des mouvements de terrain en 1999.

## Toponymie
En occitan, la commune porte le nom de Pruissants ou Pruissans.

## Politique et administration

### Administration municipale
La population de la commune étant comprise entre 500 et 1 499 habitants au recensement de 2017, quinze conseillers municipaux ont été élus en 2020,.

### Liste des maires
| Période                                  | Période   | Identité         | Étiquette | Qualité                                                              |
| ---------------------------------------- | --------- | ---------------- | --------- | -------------------------------------------------------------------- |
| Les données manquantes sont à compléter. |           |                  |           |                                                                      |
|                                          |           |                  |           |                                                                      |
| avant 1988                               | ?         | Jean Dubois      |           |                                                                      |
|                                          |           |                  |           |                                                                      |
| 1995                                     | mars 2014 | Daniel Figeac    | SE        | Agent d'assurance                                                    |
| mars 2014 (réélu en mai 2020)            | En cours  | Benoît Secrestat | PS        | Conseiller départemental du canton de Sarlat-la-Canéda (depuis 2021) |

## Équipements et services publics

### Justice
Dans le domaine judiciaire, Proissans relève : 
- du tribunal de proximité de Sarlat-la-Canéda ;
- du tribunal judiciaire, du tribunal pour enfants, du conseil de prud'hommes et du tribunal de commerce de Bergerac ;
- du pôle Nationalité du tribunal judiciaire de Périgueux (compétent uniquement dans le domaine de la nationalité) ;
- de la cour d'appel et de la  cour administrative d'appel de Bordeaux.

## Population et société

### Démographie
L'évolution du nombre d'habitants est connue à travers les recensements de la population effectués dans la commune depuis 1793. Pour les communes de moins de 10 000 habitants, une enquête de recensement portant sur toute la population est réalisée tous les cinq ans, les populations de référence des années intermédiaires étant quant à elles estimées par interpolation ou extrapolation. Pour la commune, le premier recensement exhaustif entrant dans le cadre du nouveau dispositif a été réalisé en 2007.

En 2022, la commune comptait 1 086 habitants, en évolution de +7,95 % par rapport à 2016 (Dordogne : +0,37 %, France hors Mayotte : +2,11 %).
| 1793 | 1800 | 1806 | 1821 | 1831 | 1836 | 1841 | 1846  | 1851  |
| ---- | ---- | ---- | ---- | ---- | ---- | ---- | ----- | ----- |
| 932  | 965  | 704  | 806  | 918  | 932  | 986  | 1 024 | 1 019 |

| 1856  | 1861 | 1866  | 1872 | 1876 | 1881 | 1886 | 1891 | 1896  |
| ----- | ---- | ----- | ---- | ---- | ---- | ---- | ---- | ----- |
| 1 022 | 962  | 1 001 | 880  | 980  | 888  | 941  | 924  | 1 007 |

| 1901 | 1906 | 1911 | 1921 | 1926 | 1931 | 1936 | 1946 | 1954 |
| ---- | ---- | ---- | ---- | ---- | ---- | ---- | ---- | ---- |
| 868  | 817  | 756  | 709  | 691  | 635  | 637  | 614  | 537  |

| 1962 | 1968 | 1975 | 1982 | 1990 | 1999 | 2006 | 2007 | 2012 |
| ---- | ---- | ---- | ---- | ---- | ---- | ---- | ---- | ---- |
| 561  | 520  | 500  | 591  | 692  | 761  | 855  | 868  | 953  |

| 2017  | 2022  | - | - | - | - | - | - | - |
| ----- | ----- | - | - | - | - | - | - | - |
| 1 022 | 1 086 | - | - | - | - | - | - | - |

## Économie

### Emploi
En 2015, parmi la population communale comprise entre 15 et 64 ans, les actifs représentent 453 personnes, soit 45,7 % de la population municipale. Le nombre de chômeurs (cinquante-sept) est resté stable par rapport à 2010 et le taux de chômage de cette population active s'établit à 12,6 %.

### Établissements
Au 31 décembre 2015, la commune compte 92 établissements, dont quarante-huit au niveau des commerces, transports ou services, dix-sept dans l'agriculture, la sylviculture ou la pêche, dix dans l'industrie, neuf dans la construction, et huit relatifs au secteur administratif, à l'enseignement, à la santé ou à l'action sociale.

## Culture locale et patrimoine

### Lieux et monuments
- Église Saint-Blaise de Proissans.
- Château de la Roussie, XVe et XVIe siècles, propriété privée, non visitable, inscrit au titre des monuments historiques depuis 1946[53].
- Manoir du Cluzeau, XVe et XVIe siècles, inscrit au titre des monuments historiques depuis 1970[54].
- Manoir de Langlade du XVe siècle, propriété privée, non visitable ; sa tour, a fait l'objet d'une inscription au titre des monuments historiques en 1948, radiée en 2021[55].

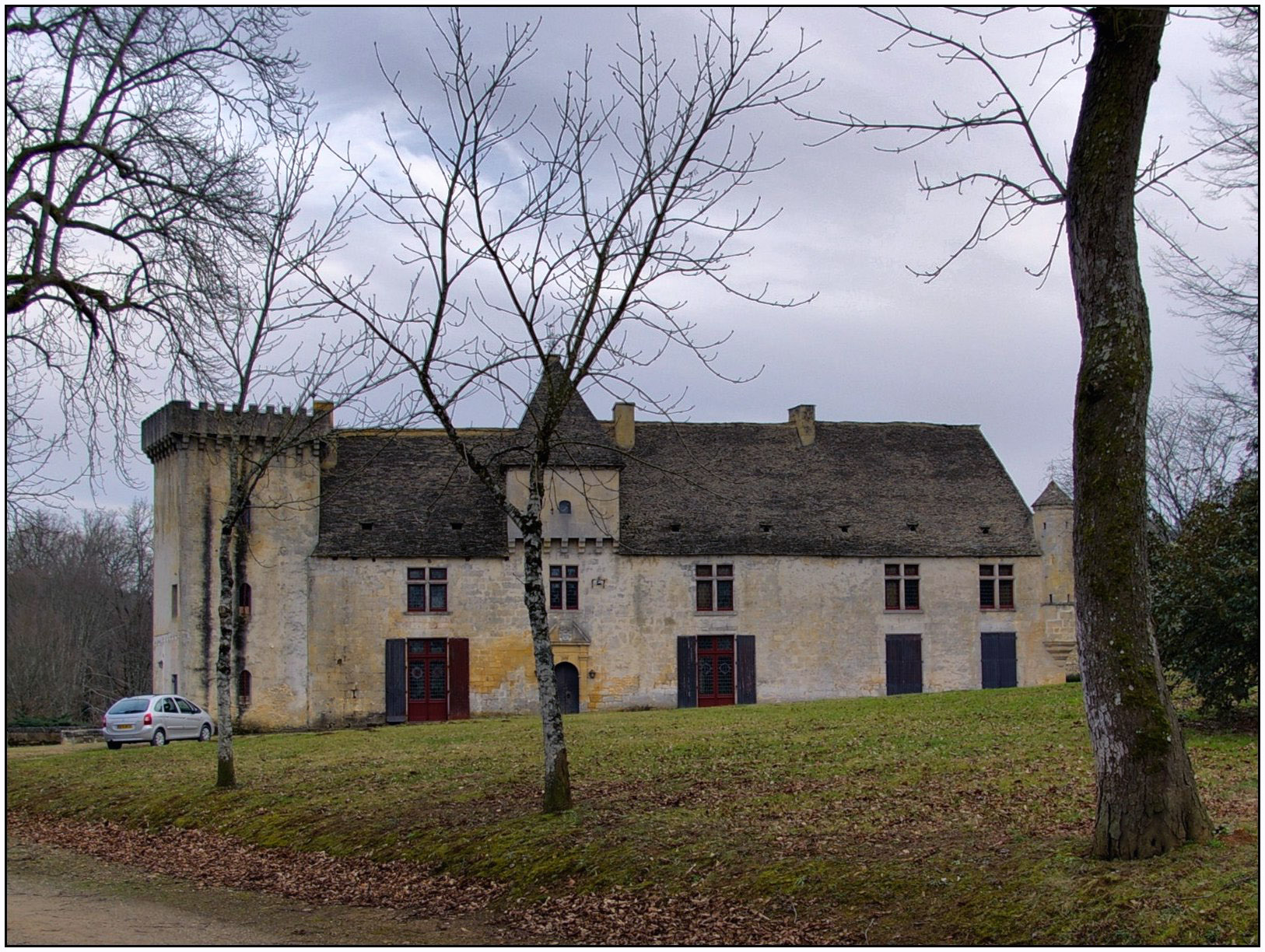
Le château de la Roussie.
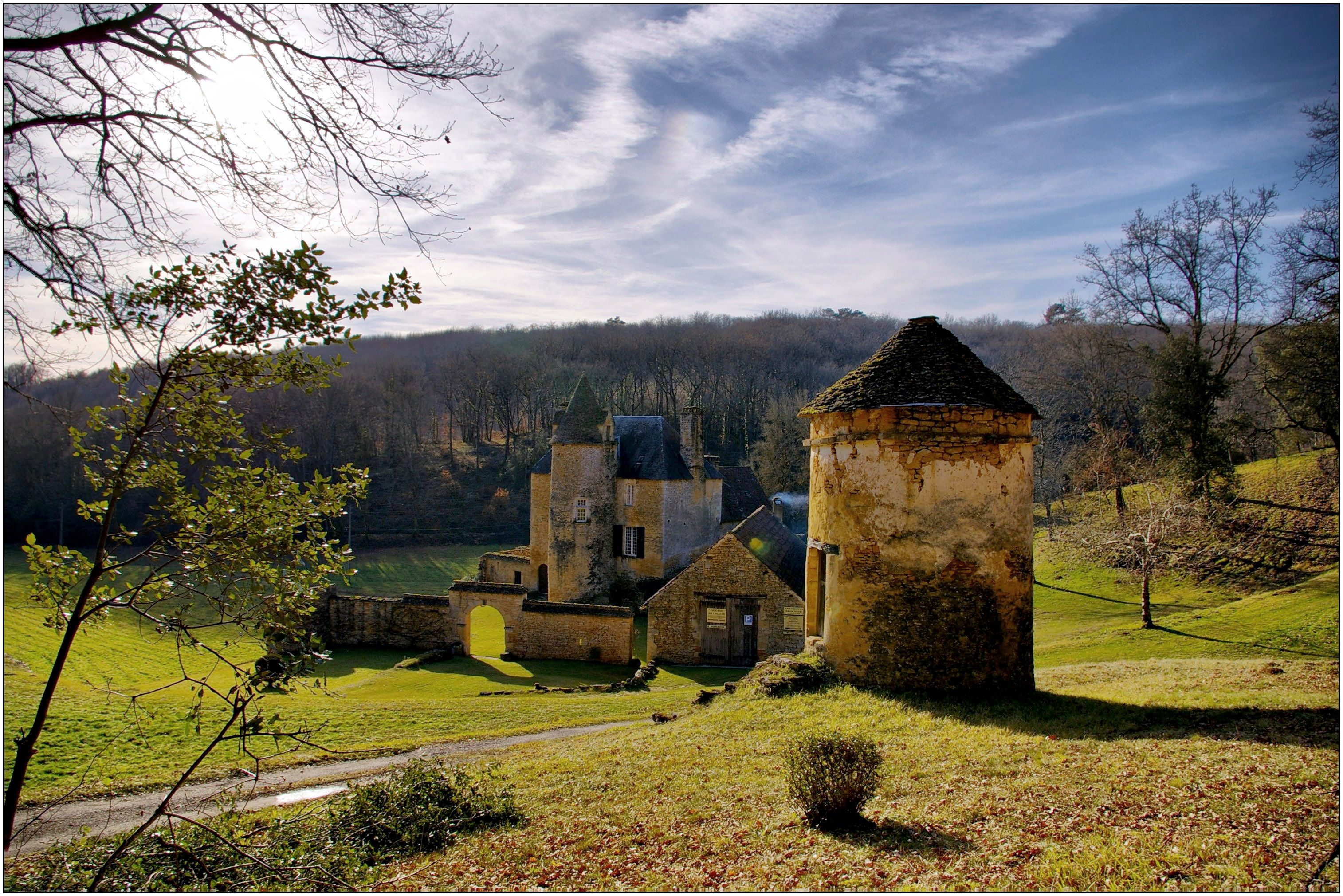
Le pigeonnier et le manoir du Cluzeau.

### Personnalités liées à la commune
- Pierre Thibaud (1929-2004), trompettiste, est né à Proissans.
- Jean Normand (1934-2016), joueur de rugby à XV, est mort à Proissans.

## Pour approfondir